# Natal'ja Chodakova
Natal'ja Chodakova (in russo Наталья Ходакова?; Karasuk, 4 febbraio 1969) è un'ex cestista russa, fino al 1991 sovietica.

## Carriera
Con la Russia ha disputato i Campionati europei del 1993.